# John G. Stower
John G. Stower (* 1791 in Madison, New York; † 20. Dezember 1850 in Sullivan, New York) war ein US-amerikanischer Jurist und Politiker. Zwischen 1827 und 1829 vertrat er den Bundesstaat New York im US-Repräsentantenhaus.

## Werdegang
John G. Stower wurde ungefähr acht Jahre nach dem Ende des Amerikanischen Unabhängigkeitskrieges im Madison County geboren. Er ging in Madison zur Schule. Stower schloss seine Vorstudien ab. Danach studierte er Jura. Er erhielt eine Zulassung als Anwalt in New York. In der Folgezeit wurde er Attorney in Hamilton. Er bekleidete mehrere lokale Ämter, darunter auch als Postmeister. Während des Britisch-Amerikanischen Krieges diente er als Sergeant im 129. Regiment der Miliz von New York. 1817 gehörte er zu den Gründern des Hamilton Recorder – einer Wochenzeitung, die im Madison County erschien. Zwischen 1821 und 1827 war er Richter am Madison County Surrogate Court. Politisch gehörte er der Jacksonian-Fraktion an.
Bei den Kongresswahlen des Jahres 1826 für den 20. Kongress wurde Stower im 22. Wahlbezirk von New York in das US-Repräsentantenhaus in Washington, D.C. gewählt, wo er am 4. März 1827 die Nachfolge von John Miller antrat. Er schied nach dem 3. März 1829 aus dem Kongress aus.
Nach seiner Kongresszeit nahm er die Ernennung zum Bundesstaatsanwalt für das südliche Florida-Territorium mit Sitz in Key West ein – ein Posten, den er bis 1830 innehatte. Danach kehrte er nach Hamilton zurück, wo er wieder seiner Tätigkeit als Anwalt nachging. Er saß in den Jahren 1833 und 1834 im Senat von New York. Später ließ er sich in der Town von Sullivan nieder. In der Folgezeit gründete er die Village von Chittenango. Zwischen 1847 und 1858 diente er dort als Präsident. Er verstarb am 20. Dezember 1850 in Sullivan.